# (1547) Nele
(1547) Nele ist ein Asteroid des Hauptgürtels, der am 12. Februar 1929 von dem belgischen Astronomen Paul Bourgeois in Ukkel entdeckt wurde.
Der Asteroid ist nach der gleichaltrigen Begleiterin (Daniel Kehlmann: Tyll) bzw. der späteren Ehefrau (Charles De Coster: La légende d’Ulenspiegel) der volkstümlichen Figur Till Eulenspiegel benannt.